# Siping
För andra betydelser, se Siping (olika betydelser).
Siping, tidigare känd som Szepingkai, är en stad på prefekturnivå i Jilin-provinsen i nordöstra Kina och är den fjärde största staden i provinsen. Den ligger omkring 68 kilometer sydväst om provinshuvudstaden Changchun.

## Historia
Orten har en lång förhistoria och ingick i flera tidiga statsbildningar som Koguryo och Liaodynastin, då många olika folkslag lämnade spår i regionen.
Siping blev dock först en ort av betydelse i samband med att det blev en viktig knutpunkt i Sydmanchuriska järnvägen som knöt Changchun med Dalian 1902, då ett järnvägssamhälle kring stationen Sipingjie (Szepingkai) snabbt växte fram. Efter den japanska segern i det rysk-japanska kriget 1905 växte det japanska inflytande och 1932 införlivades Siping med den japanska lydstaten Manchukuo. Efter krigsslutet 1945 återbördades staden till Kina, men den blev skådeplats för tre stora sammandrabbningar mellan nationalisternas och kommunisternas arméer under det kinesiska inbördeskriget, vilka nästan utplånade staden. 

## Administrativ indelning
Siping består av två stadsdistrikt, två städer på häradsnivå, ett härad och ett autonomt härad:
- Stadsdistriktet Tiexi (铁西区): 94 km², 278 837 invånare (2010);
- Stadsdistriktet  Tiedong (铁东区): 354 km², 335 000 invånare (2010);
- Staden Shuangliao (双辽市): 3 121 km², 420 865 invånare (2010);
- Staden Gongzhuling (公主岭市): 4 060 km², 1 093 314 invånare (2010);
- Häradet Lishu (梨树县),  4 204 km², 782 900 invånare (2010);
- Manchuernas autonoma härad Yitong (伊通满族自治县), 2 523 km², 475 409 invånare (2010).

## Klimat
Genomsnittlig årsnederbörd är 810 millimeter. Den regnigaste månaden är augusti, med i genomsnitt 188 mm nederbörd, och den torraste är januari, med 9 mm nederbörd.